# Tim Björkström
Tim Denny Björkström, född 8 januari 1991, är en svensk fotbollsspelare som spelar som försvarare.

## Karriär
Björkströms moderklubb är Hanvikens SK. Han spelade därefter för Hammarby IF. Som 12-åring gick Björkström över till Brommapojkarna.
Björkström började sin seniorkarriär som utlånad till Gröndals IK säsongerna 2008 och 2009. Han fick göra allsvensk debut för Brommapojkarna den 18 oktober 2010 i en 3–0-vinst över Örebro SK.
Den 4 november 2014 värvades Björkström av Djurgårdens IF, där han skrev på ett treårskontrakt. I mars 2017 lånades Björkström ut till Östersunds FK på ett låneavtal över säsongen 2017.
I januari 2018 värvades Björkström av IK Sirius, där han skrev på ett tvåårskontrakt. I januari 2020 förlängde Björkström sitt kontrakt med tre år. Efter säsongen 2022 lämnade han klubben i samband med att kontraktet löpte ut.